# Козловская, Виктория Витальевна
Козловская Виктория Витальевна (род. 2001) — украинская спортивная гимнастка. Победительница Всемирных игр 2022. Заслуженный мастер спорта Украины по спортивной акробатике.

## Биография
Родилась в 2001 году.
Представляет город Кривой Рог. Воспитанница ДЮСШ № 1 (Кривой Рог). По состоянию на 2019 год — студентка второго курса кафедры спортивных видов гимнастики Национального университета физического воспитания и спорта.
Обладательница серебряной медали за динамичное упражнение на чемпионате Европы по спортивной акробатике 2019 (Холон, Израиль).
В июле 2022 года на Всемирных играх 2022 в городе Бирмингеме (США) Виктория Козловская и Таисия Марченко стали лидерами в соревнованиях среди женских пар, заняв 1 место как в квалификации, так и в финале. В финале спортсменки выполнили комбинированное упражнение и завоевали золотую медаль соревнований.